# جيمس إيرفين
جيمس إيرفين (بالإنجليزية: James Irvin) هو فنان قتال مختلط أمريكي، ولد في 12 سبتمبر 1978 في شاطئ هنتنغتون في الولايات المتحدة.

## وصلات خارجية
- جيمس إيرفين على موقع يو إف سي (الإنجليزية)
- جيمس إيرفين على موقع شيردوغ (الإنجليزية)
- جيمس إيرفين على موقع IMDb (الإنجليزية)
- جيمس إيرفين على موقع قاعدة بيانات الفيلم (الإنجليزية)